# Муралто
Мура̀лто (на италиански: Muralto) е град в Южна Швейцария, окръг Локарно на кантона Тичино. Разположен е на 207 m надморска височина на брега на езерото Лаго Маджоре. Населението му е около 2800 души (2008).

## Личности
Починали
- Паул Клее (1879-1940), художник
- Ерих Фром (1900-1980), немски психолог и философ